# Mesoidelia faceta

Mesoidelia faceta  (лат.) — ископаемый вид насекомых из семейства Mesorthopteridae (отряд Grylloblattida). Триасовый период (Dzhailoucho area, Madygen Formation, карнийский ярус, возраст находки 221—235 млн лет), Кыргызстан, Ош (40.1° N, 70.2° E).

## Описание
Длина переднего крыла — 25,4 мм, штрина 5,2 мм.  Сестринские таксоны: Mesoidelia gorochovi, M. ignorata, M. procera, M. riphaea, M. semota. Вид был впервые описан в 1996 году российским палеоэнтомологом Сергеем Стороженко (Биолого-почвенный институт ДВО РАН, Владивосток) по ископаемым отпечаткам.